# 카이우 카네두 코헤아
카이우 카네두 코헤아(포르투갈어: Caio Canedo Corrêa, 1990년 8월 9일 ~ )는 흔히 카이우라고도 불리는 브라질 출생 아랍에미리트의 축구 선수로 현재 알아인 FC에서 공격수 겸 미드필더로 뛰고 있다.

## 여담
그는 브라질과 동티모르 이중국적이다.
그러나 2010년대 중후반, 아랍에미리트로 귀화해서 2022년 FIFA 월드컵 아시아 지역 예선에서 오마르 압둘라흐만과 이스마일 마타르의 부재로 빈약한 공격력을 이 선수가 대신 백업해주고 있다.